# Ernst Schäfer (Historiker)

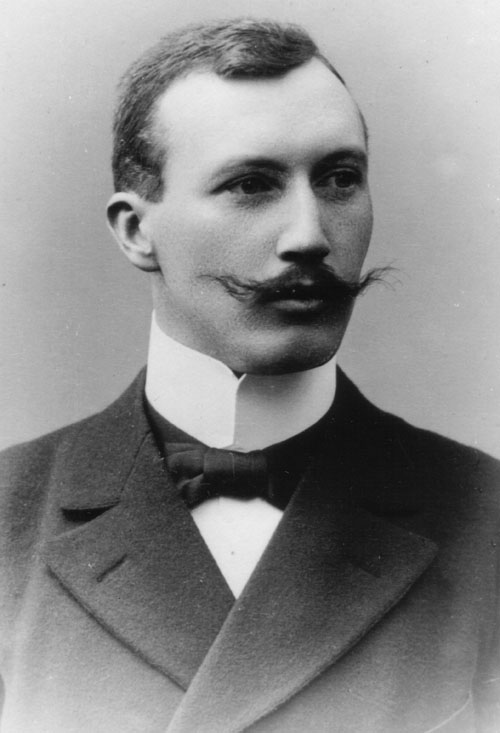
Ernst Schäfer (Foto um 1898)

Ernst Herrmann Johannes Schäfer (* 25. Juni 1872 in Hamburg-Alsterdorf; † 31. Dezember 1946 in Sevilla) war ein promovierter Theologe, habilitierter Historiker, Ehrenmitglied der Universität Rostock, Redaktionsmitglied beim mecklenburgischen Staatskalender, Leiter der Redaktion der kirchlichen Zeitschrift „Der alte Glaube“, Bibliothekar in der Regierungsbibliothek Schwerin, korrespondierendes Mitglied der Real Academia der la Historia und Delegierter des Verbandes der deutschen Hochschulen und des iberoamerikanischen Instituts Hamburg für Andalusien in Sevilla.

## Biographie
Ernst Schäfers Eltern waren der Pfarrer Theodor Schäfer und dessen Ehefrau Christine Schäfer (1847–1899, geb. Burg). Sein Abitur 1890 absolvierte er in Altona. Im gleichen Jahr begann er sein dreijähriges Studium der evangelischen Theologie an den Universitäten Leipzig, Erlangen und Rostock. Dabei absolvierte er 1892 und 1893 sein erstes und zweites Staatsexamen in Kiel. 1894/95 studierte er Geschichte in Rostock, wo er 1896 auch zum Dr. phil. promovierte. Seine Doktorarbeit trug den Titel: Luther als Kirchenhistoriker. Ein Beitrag zur Geschichte der Wissenschaft. 1897 reiste er durch Spanien für ein intensives Quellenstudium. 1898, wieder in Rostock, habilitierte er in Mittlere und Neuere Geschichte. Seine Habilitationsarbeit Zur Geschichtsschreibung des Albert Krantz wurde 1899 in der Zeitschrift des Vereins für Hamburgische Geschichte veröffentlicht. Als Privatdozent für Mittlere und Neuere Geschichte las er bis 1904, als er korrespondierendes Mitglied der Real Academia de la Historia und bis 1906 als Titularprofessor. 1906 übernahm er in Leipzig die Leitung der Redaktion der kirchlichen Zeitschrift „Der alte Glaube“. 1910 im Volontariat wurde er ein Jahr darauf Bibliothekar der Regierungsbibliothek in Schwerin, 1914 erster Bibliothekar. 1924 wurde er im Alter von 51 oder 52 Jahren aus gesundheitlichen Gründen in den Ruhestand versetzt, nachdem ihn die Universität Rostock im Jahr zuvor noch zum Ehrenmitglied designiert hatte. 1915–16 hatte er Militärdienst im Artillerie-Depot Schwerin geleistet. Aus dem Ruhestand 1924 in Schwerin siedelte er als Delegierter des „Verbandes der deutschen Hochschulen und des Iberoamerikanisches Instituts Hamburg für Andalusien“ nach Sevilla. Von 1929 bis Lebensende lehrte er als profesor de alemán an der Universität Sevilla.
Er befasste sich hauptsächlich mit mecklenburgischer, spanischer und reformatorischer Geschichte.

## Schriften
- Beiträge zur Geschichte des spanischen Protestantismus und der Inquisition im sechzehnten Jahrhundert: nach den Originalakten in Madrid und Simancas. 3 Bände, C. Bertelsmann, Halle 1902.
- Sevilla und Valladolid, die evangelischen Gemeinden Spaniens im Reformationszeitalter. Eine Skizze. Halle 1903.
- Friedrich Eberhard von Rochow. Ein Bild seines Lebens und Wirkens. Gütersloh 1906.
- Der Königl. Spanische Oberste Indienrat = Consejo Real y Supremo de las Indias, Teil 1: Geschichte und Organisation des Indienrats und der Casa de la Contratacion im sechzehnten Jahrhundert. Ibero-Amerikanisches Institut, Hamburg 1936.